# Jacob Malmsten
Jacob Malmsten, född 1753, död 1788, var en svensk stolmakare.
Malmsten var mästare i Stockholms stolmakarämbete 1780-1788. Han tillverkade stolar i franskinfluerad gustaviansk stil men främst sådana i engelsk stil, med inspiration från George Hepplewhites stolar.